# La Faja
La Faja är en ort i Mexiko.   Den ligger i kommunen Yuriria och delstaten Guanajuato, i den centrala delen av landet, 240 km väster om huvudstaden Mexico City. La Faja ligger 1 753 meter över havet och antalet invånare är 222.
Terrängen runt La Faja är huvudsakligen kuperad, men åt nordost är den platt. Runt La Faja är det ganska tätbefolkat, med 248 invånare per kvadratkilometer. Närmaste större samhälle är Uriangato, 8,3 km sydost om La Faja. I omgivningarna runt La Faja växer huvudsakligen savannskog.